# Pedra Lavrada
Pedra Lavrada is een gemeente in de Braziliaanse deelstaat Paraíba. De gemeente telt 7.035 inwoners (schatting 2009).
De gemeente grenst aan Nova Palmeira en Rio Grande do Norte.